# Camponotus babau
Camponotus babau är en myrart som beskrevs av Bolton 1995. Camponotus babau ingår i släktet hästmyror, och familjen myror. Inga underarter finns listade.